# 千葉県立習志野特別支援学校
千葉県立習志野特別支援学校（ちばけんりつ ならしのとくべつしえんがっこう）は、千葉県習志野市袖ヶ浦にある特別支援学校。知的障害を対象とする。習志野市立袖ヶ浦東小学校に隣接しており、設置学部も小学部のみとなっている。旧袖ヶ浦東幼稚園の建物が改修され、利用されている。

## 沿革
- 2015年（平成27年）4月1日 - 設立（千葉県立八千代特別支援学校から分離独立[1]）。